# Serra de l'Ombria
La Serra de l'Ombria, també coneguda com a Serra de la Solana, és una formació muntanyenca situada dins de la Serralada Prebètica, al sud del País Valencià. La serra té una longitud aproximada de 8 km. i està enquadrada en disposició nord-est - sud-oest. Es troba repartida entre els municipis d'Elda, Salines i Monòver. La major altura és el bec "Alt de les Pedreres" (a Monòver) amb 920 msnm.
La composició del sòl és principalment de roca calcària, que en moltes zones està coberta per argiles, guixos i afloraments salins. El vessant oriental de la serra està tallat per nombrosos i accidentats barrancs que li donen una peculiar panoràmica, que és la que li dona l'àlies de Barrancades. El vessant occidental, amb formes més suaus, descendeix cap a una conca plena per aigua que forma la Llacuna de Salines. Des d'aquesta serra naixen algunes de les rambles que desguassen en el Vinalopó a l'altura d'Elda, com la Rambla de la Melva (a Elda), la del Derramador (a Monòver), o la del Gobernador (a Salines).

## Fauna i Flora
És una de les zones més verdes i humides del municipi de Monòver. En la vegetació arbòria sol predominar el pi blanc, acompanyat d'alguns exemplars d'alzina, coscoll o arboç, entre d'altres. A nivell d'arbustos, es troben infinitat d'espècies típiques dels ecosistemes mediterranis: romaní, timó, llentisc, ginebre, arç negre, estepa, bruc, aladern i moltes altres varietats, entre aromàtiques i d'altres endèmiques en perill.
Quant a la fauna, se solen trobar xicotets mamífers com el conill, l'esquirol, la mostela o, fins i tot, espècies de major grandària com la rabosa i el senglar. És molt comú la presència d'aus com la perdiu, i d'algunes rapaces com l'àguila perdiuera, el falcó, el mussol, l'òliba o varietats de corb.